# Campeonato Brasileiro de Futebol de 2002 - Série C
O Campeonato Brasileiro de Futebol - Série C de 2002 foi a 12.ª edição da terceira divisão do futebol brasileiro disputado entre 7 de Julho e 1 de Dezembro.
O campeão foi o Brasiliense do Distrito Federal, que subiu junto com o Marília de São Paulo.

## Regulamento
Seu regulamento era de: 61 times divididos em 15 grupos de 4, 3 e 5 clubes na primeira fase, classificando-se os dois melhores de cada grupo para a segunda fase.
A segunda fase foi disputada entre 4 a 9 de outubro. A terceira fase foi disputada entre 13 até 20 de outubro. A quarta fase foi disputada entre 29 de outubro até 3 de novembro, sendo que os últimos 4 que sobravam disputariam uma fase de turno e returno cujos dois melhores subiam a Série B de 2003.

## Primeira fase

### Grupo 1 -Acre/Amazonas/Rondônia/Roraima
| Classificação - Chave 1 | Classificação - Chave 1 | Classificação - Chave 1 | Classificação - Chave 1 | Classificação - Chave 1 | Classificação - Chave 1 | Classificação - Chave 1 | Classificação - Chave 1 | Classificação - Chave 1 | Classificação - Chave 1 | Classificação - Chave 1 | Classificação - Chave 1 |
| --- | ----------------------- | ----------------------- | ----------------------- | ----------------------- | ----------------------- | ----------------------- | ----------------------- | ----------------------- | ----------------------- | ----------------------- | ----------------------- |
| Time | Time                    | PG                      | J                       |                         |                         |                         |                         |                         |                         |                         |                         |
| 1 | Nacional-AM             | 22                      | 8                       |                         |                         |                         |                         |                         |                         |                         |                         |
| 2 | Atlético Roraima        | 12                      | 8                       |                         |                         |                         |                         |                         |                         |                         |                         |
| 3 | Rio Negro-AM            | 9                       | 8                       |                         |                         |                         |                         |                         |                         |                         |                         |
| 4 | Ji-Paraná               | 8                       | 8                       |                         |                         |                         |                         |                         |                         |                         |                         |
| 5 | Andirá                  | 3                       | 8                       |                         |                         |                         |                         |                         |                         |                         |                         |
| PG - pontos ganhos; J - jogos; V - vitórias; E - empates; D - derrotas; GP - gols pró; GC - gols contra; SG - saldo de gols |                         |                         |                         |                         |                         |                         |                         |                         |                         |                         |                         |

### Grupo 2 -Amapá/Pará/Tocantins
| Classificação - Chave 1 | Classificação - Chave 1 | Classificação - Chave 1 | Classificação - Chave 1 | Classificação - Chave 1 | Classificação - Chave 1 | Classificação - Chave 1 | Classificação - Chave 1 | Classificação - Chave 1 | Classificação - Chave 1 |
| Time | Time                    | PG                      | J                       |                         |                         |                         |                         |                         |                         |
| --- | ----------------------- | ----------------------- | ----------------------- | ----------------------- | ----------------------- | ----------------------- | ----------------------- | ----------------------- | ----------------------- |
| 1 | Tuna Luso               | 11                      | 6                       |                         |                         |                         |                         |                         |                         |
| 2 | Tocantinópolis          | 10                      | 6                       |                         |                         |                         |                         |                         |                         |
| 3 | Ypiranga-AP             | 9                       | 6                       |                         |                         |                         |                         |                         |                         |
| 4 | Águia de Marabá         | 4                       | 6                       |                         |                         |                         |                         |                         |                         |
| PG - pontos ganhos; J - jogos; V - vitórias; E - empates; D - derrotas; GP - gols pró; GC - gols contra; SG - saldo de gols |                         |                         |                         |                         |                         |                         |                         |                         |                         |

### Grupo 3 -Maranhão[2]
| Classificação - Chave 1 | Classificação - Chave 1 | Classificação - Chave 1 | Classificação - Chave 1 | Classificação - Chave 1 | Classificação - Chave 1 | Classificação - Chave 1 | Classificação - Chave 1 | Classificação - Chave 1 | Classificação - Chave 1 |
| Time | Time                    | PG                      | J                       |                         |                         |                         |                         |                         |                         |
| --- | ----------------------- | ----------------------- | ----------------------- | ----------------------- | ----------------------- | ----------------------- | ----------------------- | ----------------------- | ----------------------- |
| 1 | Santa Inês              | 12                      | 4                       |                         |                         |                         |                         |                         |                         |
| 2 | Tocantins-MA            | 4                       | 4                       |                         |                         |                         |                         |                         |                         |
| 3 | Imperatriz              | 1                       | 4                       |                         |                         |                         |                         |                         |                         |
| PG - pontos ganhos; J - jogos; V - vitórias; E - empates; D - derrotas; GP - gols pró; GC - gols contra; SG - saldo de gols |                         |                         |                         |                         |                         |                         |                         |                         |                         |

### Grupo 4 -Ceará/Maranhão/Piauí[3]
| Classificação - Chave 1 | Classificação - Chave 1 | Classificação - Chave 1 | Classificação - Chave 1 | Classificação - Chave 1 | Classificação - Chave 1 | Classificação - Chave 1 | Classificação - Chave 1 | Classificação - Chave 1 | Classificação - Chave 1 |
| Time | Time                    | PG                      | J                       |                         |                         |                         |                         |                         |                         |
| --- | ----------------------- | ----------------------- | ----------------------- | ----------------------- | ----------------------- | ----------------------- | ----------------------- | ----------------------- | ----------------------- |
| 1 | Ferroviário             | 8                       | 4                       |                         |                         |                         |                         |                         |                         |
| 2 | River-PI                | 5                       | 4                       |                         |                         |                         |                         |                         |                         |
| 3 | Maranhão                | 2                       | 4                       |                         |                         |                         |                         |                         |                         |
| PG - pontos ganhos; J - jogos; V - vitórias; E - empates; D - derrotas; GP - gols pró; GC - gols contra; SG - saldo de gols |                         |                         |                         |                         |                         |                         |                         |                         |                         |

### Grupo 5 -Paraíba/Rio Grande do Norte[4]
| Classificação - Chave 1 | Classificação - Chave 1 | Classificação - Chave 1 | Classificação - Chave 1 | Classificação - Chave 1 | Classificação - Chave 1 | Classificação - Chave 1 | Classificação - Chave 1 | Classificação - Chave 1 | Classificação - Chave 1 |
| Time | Time                    | PG                      | J                       |                         |                         |                         |                         |                         |                         |
| --- | ----------------------- | ----------------------- | ----------------------- | ----------------------- | ----------------------- | ----------------------- | ----------------------- | ----------------------- | ----------------------- |
| 1 | Treze                   | 14                      | 6                       |                         |                         |                         |                         |                         |                         |
| 2 | ABC                     | 9                       | 6                       |                         |                         |                         |                         |                         |                         |
| 3 | Atlético Cajazeirense   | 6                       | 6                       |                         |                         |                         |                         |                         |                         |
| 4 | Botafogo-PB             | 2                       | 6                       |                         |                         |                         |                         |                         |                         |
| PG - pontos ganhos; J - jogos; V - vitórias; E - empates; D - derrotas; GP - gols pró; GC - gols contra; SG - saldo de gols |                         |                         |                         |                         |                         |                         |                         |                         |                         |

### Grupo 6 -Alagoas/Sergipe
| Classificação - Chave 1 | Classificação - Chave 1 | Classificação - Chave 1 | Classificação - Chave 1 | Classificação - Chave 1 | Classificação - Chave 1 | Classificação - Chave 1 | Classificação - Chave 1 | Classificação - Chave 1 | Classificação - Chave 1 |
| Time | Time                    | PG                      | J                       |                         |                         |                         |                         |                         |                         |
| --- | ----------------------- | ----------------------- | ----------------------- | ----------------------- | ----------------------- | ----------------------- | ----------------------- | ----------------------- | ----------------------- |
| 1 | Confiança               | 11                      | 6                       |                         |                         |                         |                         |                         |                         |
| 2 | CSA                     | 11                      | 6                       |                         |                         |                         |                         |                         |                         |
| 3 | Corinthians-AL          | 6                       | 6                       |                         |                         |                         |                         |                         |                         |
| 4 | Sergipe                 | 3                       | 6                       |                         |                         |                         |                         |                         |                         |
| PG - pontos ganhos; J - jogos; V - vitórias; E - empates; D - derrotas; GP - gols pró; GC - gols contra; SG - saldo de gols |                         |                         |                         |                         |                         |                         |                         |                         |                         |

### Grupo 7 -Bahia/Sergipe
| Classificação - Chave 1 | Classificação - Chave 1 | Classificação - Chave 1 | Classificação - Chave 1 | Classificação - Chave 1 | Classificação - Chave 1 | Classificação - Chave 1 | Classificação - Chave 1 | Classificação - Chave 1 | Classificação - Chave 1 |
| Time | Time                    | PG                      | J                       |                         |                         |                         |                         |                         |                         |
| --- | ----------------------- | ----------------------- | ----------------------- | ----------------------- | ----------------------- | ----------------------- | ----------------------- | ----------------------- | ----------------------- |
| 1 | Itabaiana               | 10                      | 6                       |                         |                         |                         |                         |                         |                         |
| 2 | Fluminense de Feira     | 9                       | 6                       |                         |                         |                         |                         |                         |                         |
| 3 | Palmeiras do Nordeste   | 9                       | 6                       |                         |                         |                         |                         |                         |                         |
| 4 | Colo Colo               | 3                       | 6                       |                         |                         |                         |                         |                         |                         |
| PG - pontos ganhos; J - jogos; V - vitórias; E - empates; D - derrotas; GP - gols pró; GC - gols contra; SG - saldo de gols |                         |                         |                         |                         |                         |                         |                         |                         |                         |

### Grupo 8 -Espírito Santo/Minas Gerais[5]
| Classificação - Chave 1 | Classificação - Chave 1 | Classificação - Chave 1 | Classificação - Chave 1 | Classificação - Chave 1 | Classificação - Chave 1 | Classificação - Chave 1 | Classificação - Chave 1 | Classificação - Chave 1 | Classificação - Chave 1 |
| Time | Time                    | PG                      | J                       |                         |                         |                         |                         |                         |                         |
| --- | ----------------------- | ----------------------- | ----------------------- | ----------------------- | ----------------------- | ----------------------- | ----------------------- | ----------------------- | ----------------------- |
| 1 | Ipatinga                | 6                       | 4                       |                         |                         |                         |                         |                         |                         |
| 2 | Tupi                    | 5                       | 4                       |                         |                         |                         |                         |                         |                         |
| 3 | Rio Branco-ES           | 4                       | 4                       |                         |                         |                         |                         |                         |                         |
| PG - pontos ganhos; J - jogos; V - vitórias; E - empates; D - derrotas; GP - gols pró; GC - gols contra; SG - saldo de gols |                         |                         |                         |                         |                         |                         |                         |                         |                         |

### Grupo 9 -Distrito Federal/Goiás
| Classificação - Chave 1 | Classificação - Chave 1 | Classificação - Chave 1 | Classificação - Chave 1 | Classificação - Chave 1 | Classificação - Chave 1 | Classificação - Chave 1 | Classificação - Chave 1 | Classificação - Chave 1 | Classificação - Chave 1 |
| Time | Time                    | PG                      | J                       |                         |                         |                         |                         |                         |                         |
| --- | ----------------------- | ----------------------- | ----------------------- | ----------------------- | ----------------------- | ----------------------- | ----------------------- | ----------------------- | ----------------------- |
| 1 | Brasiliense             | 13                      | 6                       |                         |                         |                         |                         |                         |                         |
| 2 | Anápolis                | 12                      | 6                       |                         |                         |                         |                         |                         |                         |
| 3 | CFZ de Brasília         | 10                      | 6                       |                         |                         |                         |                         |                         |                         |
| 4 | Grêmio Inhumense        | 0                       | 6                       |                         |                         |                         |                         |                         |                         |
| PG - pontos ganhos; J - jogos; V - vitórias; E - empates; D - derrotas; GP - gols pró; GC - gols contra; SG - saldo de gols |                         |                         |                         |                         |                         |                         |                         |                         |                         |

### Grupo 10 -Goiás/Mato Grosso/Mato Grosso do Sul[6]
| Classificação - Chave 1 | Classificação - Chave 1 | Classificação - Chave 1 | Classificação - Chave 1 | Classificação - Chave 1 | Classificação - Chave 1 | Classificação - Chave 1 | Classificação - Chave 1 | Classificação - Chave 1 | Classificação - Chave 1 |
| Time | Time                    | PG                      | J                       |                         |                         |                         |                         |                         |                         |
| --- | ----------------------- | ----------------------- | ----------------------- | ----------------------- | ----------------------- | ----------------------- | ----------------------- | ----------------------- | ----------------------- |
| 1 | Novo Horizonte          | 6                       | 4                       |                         |                         |                         |                         |                         |                         |
| 2 | CENE                    | 4                       | 4                       |                         |                         |                         |                         |                         |                         |
| 3 | União Rondonópolis      | 3                       | 4                       |                         |                         |                         |                         |                         |                         |
| PG - pontos ganhos; J - jogos; V - vitórias; E - empates; D - derrotas; GP - gols pró; GC - gols contra; SG - saldo de gols |                         |                         |                         |                         |                         |                         |                         |                         |                         |

### Grupo 11 -Goiás/Minas Gerais
| Classificação - Chave 1 | Classificação - Chave 1 | Classificação - Chave 1 | Classificação - Chave 1 | Classificação - Chave 1 | Classificação - Chave 1 | Classificação - Chave 1 | Classificação - Chave 1 | Classificação - Chave 1 | Classificação - Chave 1 |
| Time | Time                    | PG                      | J                       |                         |                         |                         |                         |                         |                         |
| --- | ----------------------- | ----------------------- | ----------------------- | ----------------------- | ----------------------- | ----------------------- | ----------------------- | ----------------------- | ----------------------- |
| 1 | Villa Nova              | 9                       | 6                       |                         |                         |                         |                         |                         |                         |
| 2 | Atlético Goianiense     | 9                       | 6                       |                         |                         |                         |                         |                         |                         |
| 3 | Uberlândia              | 8                       | 6                       |                         |                         |                         |                         |                         |                         |
| 4 | Goiânia                 | 6                       | 6                       |                         |                         |                         |                         |                         |                         |
| PG - pontos ganhos; J - jogos; V - vitórias; E - empates; D - derrotas; GP - gols pró; GC - gols contra; SG - saldo de gols |                         |                         |                         |                         |                         |                         |                         |                         |                         |

### Grupo 12 -Rio de Janeiro
| Classificação - Chave 1 | Classificação - Chave 1 | Classificação - Chave 1 | Classificação - Chave 1 | Classificação - Chave 1 | Classificação - Chave 1 | Classificação - Chave 1 | Classificação - Chave 1 | Classificação - Chave 1 | Classificação - Chave 1 |
| Time | Time                    | PG                      | J                       |                         |                         |                         |                         |                         |                         |
| --- | ----------------------- | ----------------------- | ----------------------- | ----------------------- | ----------------------- | ----------------------- | ----------------------- | ----------------------- | ----------------------- |
| 1 | Olaria                  | 12                      | 6                       |                         |                         |                         |                         |                         |                         |
| 2 | Bangu                   | 9                       | 6                       |                         |                         |                         |                         |                         |                         |
| 3 | Volta Redonda           | 6                       | 6                       |                         |                         |                         |                         |                         |                         |
| 4 | America                 | 4                       | 6                       |                         |                         |                         |                         |                         |                         |
| PG - pontos ganhos; J - jogos; V - vitórias; E - empates; D - derrotas; GP - gols pró; GC - gols contra; SG - saldo de gols |                         |                         |                         |                         |                         |                         |                         |                         |                         |

### Grupo 13 -São Paulo
| Classificação - Chave 1 | Classificação - Chave 1 | Classificação - Chave 1 | Classificação - Chave 1 | Classificação - Chave 1 | Classificação - Chave 1 | Classificação - Chave 1 | Classificação - Chave 1 | Classificação - Chave 1 | Classificação - Chave 1 |
| Time | Time                    | PG                      | J                       |                         |                         |                         |                         |                         |                         |
| --- | ----------------------- | ----------------------- | ----------------------- | ----------------------- | ----------------------- | ----------------------- | ----------------------- | ----------------------- | ----------------------- |
| 1 | Atlético Sorocaba       | 8                       | 6                       |                         |                         |                         |                         |                         |                         |
| 2 | Ituano                  | 7                       | 6                       |                         |                         |                         |                         |                         |                         |
| 3 | Comercial               | 7                       | 6                       |                         |                         |                         |                         |                         |                         |
| 4 | Inter de Limeira        | 6                       | 6                       |                         |                         |                         |                         |                         |                         |
| PG - pontos ganhos; J - jogos; V - vitórias; E - empates; D - derrotas; GP - gols pró; GC - gols contra; SG - saldo de gols |                         |                         |                         |                         |                         |                         |                         |                         |                         |

### Grupo 14 -São Paulo
| Classificação - Chave 1 | Classificação - Chave 1 | Classificação - Chave 1 | Classificação - Chave 1 | Classificação - Chave 1 | Classificação - Chave 1 | Classificação - Chave 1 | Classificação - Chave 1 | Classificação - Chave 1 | Classificação - Chave 1 |
| Time | Time                    | PG                      | J                       |                         |                         |                         |                         |                         |                         |
| --- | ----------------------- | ----------------------- | ----------------------- | ----------------------- | ----------------------- | ----------------------- | ----------------------- | ----------------------- | ----------------------- |
| 1 | Rio Branco-SP           | 13                      | 6                       |                         |                         |                         |                         |                         |                         |
| 2 | Marília                 | 11                      | 6                       |                         |                         |                         |                         |                         |                         |
| 3 | Ferroviária             | 7                       | 6                       |                         |                         |                         |                         |                         |                         |
| 4 | Santo André             | 1                       | 6                       |                         |                         |                         |                         |                         |                         |
| PG - pontos ganhos; J - jogos; V - vitórias; E - empates; D - derrotas; GP - gols pró; GC - gols contra; SG - saldo de gols |                         |                         |                         |                         |                         |                         |                         |                         |                         |

### Grupo 15 -Paraná
| Classificação - Chave 1 | Classificação - Chave 1 | Classificação - Chave 1 | Classificação - Chave 1 | Classificação - Chave 1 | Classificação - Chave 1 | Classificação - Chave 1 | Classificação - Chave 1 | Classificação - Chave 1 | Classificação - Chave 1 |
| Time | Time                    | PG                      | J                       |                         |                         |                         |                         |                         |                         |
| --- | ----------------------- | ----------------------- | ----------------------- | ----------------------- | ----------------------- | ----------------------- | ----------------------- | ----------------------- | ----------------------- |
| 1 | Iraty                   | 13                      | 6                       |                         |                         |                         |                         |                         |                         |
| 2 | União Bandeirante       | 8                       | 6                       |                         |                         |                         |                         |                         |                         |
| 3 | Ponta Grossa            | 6                       | 6                       |                         |                         |                         |                         |                         |                         |
| 4 | Grêmio Maringá          | 5                       | 6                       |                         |                         |                         |                         |                         |                         |
| PG - pontos ganhos; J - jogos; V - vitórias; E - empates; D - derrotas; GP - gols pró; GC - gols contra; SG - saldo de gols |                         |                         |                         |                         |                         |                         |                         |                         |                         |

### Grupo 16 -Rio Grande do Sul/Santa Catarina
| Classificação - Chave 1 | Classificação - Chave 1 | Classificação - Chave 1 | Classificação - Chave 1 | Classificação - Chave 1 | Classificação - Chave 1 | Classificação - Chave 1 | Classificação - Chave 1 | Classificação - Chave 1 | Classificação - Chave 1 |
| Time | Time                    | PG                      | J                       |                         |                         |                         |                         |                         |                         |
| --- | ----------------------- | ----------------------- | ----------------------- | ----------------------- | ----------------------- | ----------------------- | ----------------------- | ----------------------- | ----------------------- |
| 1 | Ulbra                   | 15                      | 6                       |                         |                         |                         |                         |                         |                         |
| 2 | Brasil de Pelotas       | 13                      | 6                       |                         |                         |                         |                         |                         |                         |
| 3 | São Gabriel             | 3                       | 6                       |                         |                         |                         |                         |                         |                         |
| 4 | Tubarão FC              | 2                       | 6                       |                         |                         |                         |                         |                         |                         |
| PG - pontos ganhos; J - jogos; V - vitórias; E - empates; D - derrotas; GP - gols pró; GC - gols contra; SG - saldo de gols |                         |                         |                         |                         |                         |                         |                         |                         |                         |

## Segunda fase
Em itálico, os times que possuem o mando de campo no primeiro jogo do confronto, e em negrito os times classificados.
| Equipe 1            | Total       | Equipe 2          | 1.º jogo | 2.º jogo |
| ------------------- | ----------- | ----------------- | -------- | -------- |
| Atlético Roraima    | 3–1         | Tuna Luso         | 2–1      | 1–0      |
| Tocantinópolis      | 1–2         | Nacional-AM       | 1–0      | 0–2      |
| River-PI            | 0–0 (4–3 p) | Santa Inês        | 0–0      | 0–0      |
| Tocantins-MA        | 1–9         | Ferroviário       | 1–2      | 0–7      |
| CENE                | 5–5 (5–6 p) | Brasiliense       | 3–4      | 2–1      |
| Anápolis            | 4–2         | Novo Horizonte    | 2–2      | 2–0      |
| Bangu               | 1–5         | Villa Nova        | 1–3      | 0–2      |
| Atlético Goianiense | 1–1 (2–4 p) | Olaria            | 0–0      | 1–1      |
| ABC                 | 2–2 (4–2 p) | Confiança         | 2–1      | 0–1      |
| CSA                 | 6–2         | Treze             | 6–1      | 0–1      |
| Fluminense de Feira | 1–5         | Ipatinga          | 1–3      | 0–2      |
| Tupi                | 4–2         | Itabaiana         | 4–1      | 0–1      |
| Marília             | 0–0 (4–2 p) | Atlético Sorocaba | 0–0      | 0–0      |
| Ituano              | 2–3         | Rio Branco-SP     | 2–2      | 0–1      |
| União Bandeirante   | 3–4         | Ulbra             | 0–2      | 3–2      |
| Brasil de Pelotas   | 2–2 (3–5 p) | Iraty             | 2–1      | 0–1      |

## Terceira fase
- Jogos de Ida: 13 de outubro de 2002
- Jogos de Volta: 20 de outubro de 2002

| Time 1      | Total       | Time 2           | ida | volta |
| ----------- | ----------- | ---------------- | --- | ----- |
| River-PI    | 3–4         | Ferroviário      | 3-2 | 0-2   |
| CSA         | 1–8         | ABC              | 0-4 | 1-4   |
| Tupi        | 2–3         | Ipatinga         | 2-1 | 0-2   |
| Anápolis    | 0–2         | Brasiliense      | 0-0 | 0-2   |
| Villa Nova  | (6) 0–0 (5) | Olaria           | 0-0 | 0-0   |
| Marília     | 4–2         | Rio Branco-SP    | 2-0 | 2-2   |
| Iraty       | 0–1         | Ulbra            | 0-0 | 0-1   |
| Nacional-AM | 7–5         | Atlético Roraima | 3-4 | 4-1   |

## Quarta fase
Em itálico, os times que possuem o mando de campo no primeiro jogo do confronto, e em negrito os times classificados.
| Equipe 1    | Total | Equipe 2    | 1.º jogo | 2.º jogo |
| ----------- | ----- | ----------- | -------- | -------- |
| Nacional-AM | 5–4   | Ferroviário | 2–1      | 3–3      |
| Villa Nova  | 1–4   | Brasiliense | 1–2      | 0–2      |
| Ipatinga    | 1–0   | ABC         | 1–0      | 0–0      |
| Ulbra       | 3–6   | Marília     | 2–2      | 1–4      |

## Premiação
| Campeonato Brasileiro de 2002 - Série C |
| Distrito Federal (Brasil)               |
| --------------------------------------- |
| Brasiliense Campeão (1.º título)        |